# Nolo contendere
Nolo contendere (Latijn: 'ik vecht de beschuldiging niet aan') is, in bepaalde common law-jurisdicties in de Verenigde Staten, het derde mogelijke pleidooi voor de beschuldigde in een rechtszaak benevens "schuldig" en "onschuldig". Dit pleidooi staat ook bekend als "no contest".
Wat betreft de onmiddellijke strafbaarheid heeft een pleidooi van nolo contendere essentieel hetzelfde resultaat als een "schuldig"-pleidooi. Voor toekomstige of verwante/collaterale processen, of afgeleide aanklachten, betekent daarentegen een nolo contendere dat de schuld van het oorspronkelijke misdrijf niet is vastgesteld. 
Ook heeft veroordeling na "nolo contendere" andere gevolgen dan "schuldig" bevinden in de context van anti-recidivisme-wetten zoals de three-strikeswetgeving.
Het pleiten van nolo contendere wordt in de regel alleen toegestaan bij overtredingen of misdrijven, en niet voor zware misdaden.